# Nedra ramosula
Nedra ramosula är en fjärilsart som beskrevs av Druce. Nedra ramosula ingår i släktet Nedra och familjen nattflyn. Inga underarter finns listade i Catalogue of Life.